# Ломакин, Василий Иванович
Василий Иванович Ломакин (1920—1944) — участник Великой Отечественной войны, пулемётчик 105-го гвардейского стрелкового полка (34-й гвардейской стрелковой  Енакиевской Краснознамённой дивизии, 31-го гвардейского стрелкового корпуса, 46-й армии, 3-го Украинского фронта), гвардии рядовой. Герой Советского Союза (1944).

## Биография
Родился в 1920 году в селе Карпово-Надеждинка (ныне Амвросиевского района Донецкой области Украины) в семье крестьянина. Украинец.
Окончил неполную среднюю школу и школу ФЗУ в городе Таганроге. Работал на Таганрогском металлургическом заводе имени Андреева.
В Красной Армии с сентября 1943 года. Участник Великой Отечественной войны с января 1944 года. 7 января 1944 года гвардии рядовой Ломакин принял первое боевое крещение в ходе наступления войск 3-го Украинского фронта на Никопольскую группировку противника в составе 34-й гвардейской стрелковой Енакиевской Краснознамённой дивизии. За бои по освобождению Одессы отважный пулемётчик получит свою первую боевую награду — медаль «За отвагу».
12 апреля 1944 года войска 3-го Украинского фронта, стремительно развивая наступление, штурмом овладели городом Тирасполь. Воспользовавшись паникой среди гитлеровцев, наши войска форсировали Днестр. При приближении к реке командованием была сформирована группа добровольцев, которой предстояло ещё до подхода передовых подразделений полка переправиться через реку и закрепиться на противоположном берегу. Десять гвардейцев, одним из которых был рядовой Ломакин, во главе с лейтенантом Васильевым-Кытиным успешно справились с боевым заданием. 17 апреля 1944 года у села Раскайцы (Рэскэець) Суворовского района Молдавии они преодолели реку Днестр на подручных средствах, внезапно напали на врага и в ожесточённой схватке заняли важную высоту на правобережье. Значительными оказались трофеи: 45 винтовок, 38 автоматов, 5 пулемётов и боеприпасы.
Когда противник подтянул подкрепления, начался яростный натиск на группу советских воинов. 36 часов длился неравный поединок. 17 атак, следовавших одна за другой, пришлось отразить отважным гвардейцам. 250 вражеских солдат и офицеров нашли бесславную смерть в этом бою. Но высота так и осталась в наших руках. Отряд Васильева-Кытина выстоял до подхода передовых подразделений полка и обеспечил им переправу.
Рядовой Ломакин ещё при взятии высоты поддержал атаку своих боевых товарищей огнём из ручного пулемёта. Подавил три снайперские точки и уничтожил двенадцать гитлеровцев. Но в одной из очередных атак Василий Ломакин погиб смертью храбрых. Данные об обстоятельствах гибели разнятся: по представлению к званию Героя Советского Союза — будучи ранен, бросил в подбегающих гитлеровцев гранату и погиб при близком разрыве от её осколков, по многим послевоенным публикациям — «подорвал себя и окруживших его гитлеровцев гранатой», по воспоминаниям воевавшего рядом с ним в последнем бою Фёдора Жилы — погиб в момент броска гранаты в немцев из окопа от пули или осколка (себя при этом не подрывал). Это случилось 18 апреля 1944 года.
Гвардии рядовой пулемётчик Ломакин В. И. был похоронен у села Раскаецы Суворовского района Молдавии. Высота, на которой он вёл свой последний бой, названа «Высотой Василия Ломакина».

## Награды
- Указом Президиума Верховного Совета СССР от 13 сентября 1944 года за образцовое выполнение боевых заданий командования на фронте борьбы с немецко-фашистскими захватчиками и проявленные при этом мужество и героизм гвардии красноармейцу Ломакину Василию Ивановичу присвоено звание Героя Советского Союза (посмертно).
- Награждён орденом Ленина (13.09.1944, посмертно) и медалью «За отвагу» (21.04.1944).